# ويلهلم شفارتز
ويلهلم شفارتز (و. 1821 – 1899 م) هو فقيه لغوي، وفلكلوري، وكاتب، ومدرس، ومدرس ثانوي ألماني، ولد في برلين، توفي في برلين، عن عمر يناهز 78 عاماً.